# Pentax K-x

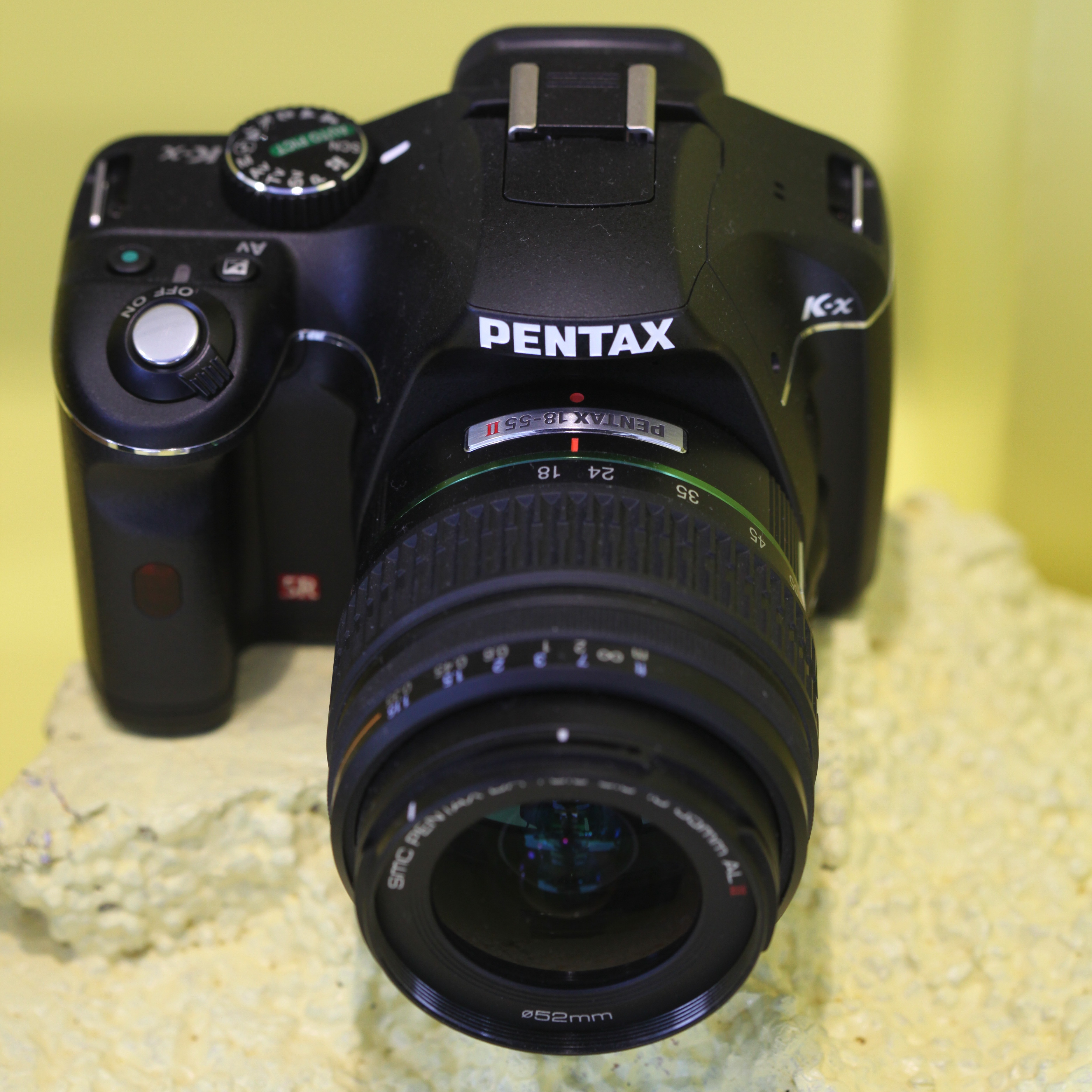
Pentax K-x

Pentax K-x je 12,4 megapixelová jednooká digitální zrcadlovka (DSLR) společnosti Pentax, která byla představena 16. září 2009.
Funkčně patří mezi poloprofesionální modely K-7 a vstupní model Km. Na rozdíl od Km obsahuje APS-C CMOS senzor s rozlišením 12,4 MPx. Je kompatibilní s objektivy Pentax K, KA, KAF, KAF2, KAF3. Hledáček je typu Penta-mirror, má pokrytí 96% obrazu a zvětšení 0,85×. Fotoaparát má 2,7" TFT LCD displej s 230 000 body.